# Glenn Strömberg
Glenn Peter Strömberg (født 5. januar 1960 i Göteborg, Sverige) er en svensk tidligere fodboldspiller (midtbane).
Strömberg startede sin karriere hos IFK Göteborg i sin fødeby. Her var han med til at vinde både et svensk mesterskab, to udgaver af Svenska Cupen samt UEFA Cuppen i 1982, inden han skiftede til SL Benfica i Portugal. Han vandt det portugisiske mesterskab i begge sine sæsoner i klubben, og skiftede i 1984 til italienske Atalanta. Her tilbragte han otte sæsoner inden han afsluttede sin karriere i 1992.
For Sveriges landshold spillede Strömberg i perioden 1982-1990 52 kampe, hvori han scorede syv mål. Han var en del af den svenske trup til VM 1990 i Italien. Her spillede han alle svenskernes tre kampe og scorede ét mål, men kunne ikke forhindre at holdet blev slået ud efter det indledende gruppespil.
Strömberg blev i 1985 tildelt Guldbollen, titlen som årets fodboldspiller i Sverige.

## Titler
Allsvenskan
- 1982 med IFK Göteborg

Svenska Cupen
- 1979 og 1982 med IFK Göteborg

UEFA Cup
- 1982 med IFK Göteborg

Primeira Liga
- 1983 og 1984 med Benfica

Taça de Portugal
- 1983 med Benfica